# Яковцево (Шекснинский район)
Яковцево — деревня в Шекснинском районе Вологодской области.
Входит в состав сельского поселения Угольское (до 2015 года — в состав сельского поселения Домшинского).
Расстояние по автодороге до районного центра Шексны — 27 км, до центра муниципального образования Нестерово — 7 км. Ближайшие населённые пункты — Пестово, Коншево, Дьяконица, Зубово.

## Население
По данным переписи в 2002 году постоянного населения не было.
| 2010 |
| ---- |
| 0    |